# 金沢市立犀桜小学校
金沢市立犀桜小学校（かなざわしりつ さいおうしょうがっこう、英語: Kanazawa Municipal Saiou Elementary School）は、石川県金沢市菊川1丁目に所在する公立小学校。2019年4月に金沢市立菊川町小学校と金沢市立新竪町小学校が統合して新たに開校した。

## 沿革
金沢市では児童数減少を受けて学校規模の適正化が議論され、2018年6月に新竪町小学校と菊川町小学校の統合が決定された。2019年4月に開校し、4月4日に開校式を行った。開校式には校歌の作詞作曲を手掛けた小椋佳も参加した。創立時の児童数は282人で、4月8日に入学式を挙行して1年生を迎え児童数は341人となった。旧菊川町小学校の敷地に新校舎を建設し、完成までは旧新竪町小学校の運動場に設置した暫定校舎を利用した。2022年3月末に新校舎完成、2022年4月より新校舎へと移行した。なお、空いた旧新竪町小学校の校舎については、中央小学校芳斎分校が2024年3月に移動するまで使用した。
開校当初よりユネスコスクール加盟校。

### 年表
- 2019年（平成31年/令和元年）
  - 4月1日 - 金沢市立犀桜小学校開校[9]。開校時の所在地は、金沢市新竪町3丁目25番地（旧・新竪町小学校校舎[注釈 1]）。
  - 4月4日 - 開校記念式典を挙行[9]。
  - 9月27日 - 校舎新築工事安全祈願祭及び起工式[10]。
- 2020年（令和02年）4月13日 - 新型コロナウイルス感染拡大防止対応で、同年5月31日まで全市一斉臨時休業[11]。
- 2021年（令和03年）10月 - 屋内運動場（体育館）改修工事が完成[12]。
- 2022年（令和04年）
  - 3月 - 新築校舎が竣工[13]。翌4月ごろに金沢市菊川1丁目2番15号（現在地）へ移転。
  - 4月16日 - 校舎竣工式を挙行。総工費は22億8000万円[7]。
  - 9月30日 - グラウンド周り整備工事竣工[14]。

## シンボル
- 校歌は小椋佳が作詞・作曲した[4][15]。
- 校章は桜をモチーフに、近くを流れる犀川の流れを学校の頭文字であるS字で形作った[6]。

## 進学先中学校
- 金沢市立城南中学校[16]

## 交通
出典：
北陸鉄道
- 電車
  - 野町駅から約2.0キロメートル、徒歩で約25分。
  - 西泉駅から約3.3キロメートル、徒歩で約43分。
- バス
  - 「菊川一丁目」バス停から約88メートル、徒歩で約1分。
  - 「川上広見」バス停から約215メートル、徒歩で約3分。
  - 「菊川町公民館」バス停から約327メートル、徒歩で約4分。